# Maynardville
La ville américaine de Maynardville est le siège du comté d’Union, dans l’État du Tennessee. Lors du recensement de 2010, sa population s’élevait à 2 413 habitants. Dans le film Inglourious Basterds de Quentin Tarantino, sorti en 2009, Aldo Raine, personnage interprété par Brad Pitt, est originaire de Maynardville[réf. nécessaire].

## Source
- (en) Cet article est partiellement ou en totalité issu de l’article de Wikipédia en anglais intitulé « Maynardville, Tennessee » (voir la liste des auteurs).